# Norberto Gonzales

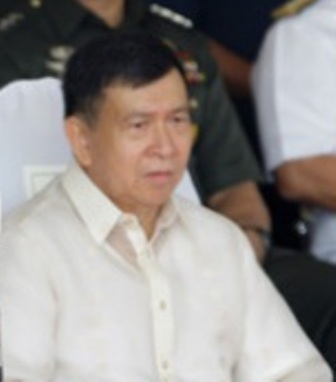
Norberto Gonzales, 2010

Norberto Gonzales Jr. (* 17. April 1947 in Balanga City, Provinz Bataan) ist ein philippinischer Politiker.

## Biografie
Nach dem Schulbesuch absolvierte er ein Grundständiges Studium der Medizin (Pre-Medicine) an der Ateneo de Davao University, das er 1968 mit einem Bachelor of Science (B.S.) abschloss, und danach ein Studium der Chemie an der University of the Philippines, das er mit einem Master of Science (M.Sc.Chemistry) beendete.
Gonzales, der seit 1973 Vorsitzender der Partido Demokratiko Sosyalista ng Pilipinas (PDSP) ist, wurde 2001 Sonderberater von Präsidentin Gloria Macapagal-Arroyo, die ihn im Februar 2004 zum Nationalen Sicherheitsberater sowie zum Generaldirektor des Nationalen Sicherheitsrates (National Security Council) ernannte. Am 18. August 2004 wurde er dann Chef des Stabes der Präsidentin (Presidential Chief of Staff) und behielt dieses Amt bis zum Februar 2005.
Im Februar 2005 wurde er dann erneut Nationaler Sicherheitsberater und als solcher zwischen Juli und August 2007 zusätzlich kurzzeitig zum kommissarischen Verteidigungsminister (Secretary of National Defense) in das Kabinett Macapagal-Arroyo berufen. 2006 erwarb er einen weiteren Master-Grad in Nationaler Sicherheitsverwaltung (National Security Administration) mit einer Arbeit über „Die GRP-CPP-NPA-NDF-Friedensverhandlungen: Abschätzung der Reife“ am National Defense College, dessen Vorsitzender der Ehemaligenvereinigung (Alumni Association) er seit 2008 ist.
Das Amt des Ministers für Nationale Verteidigung übernahm er erneut am 15. November 2009, nachdem der bisherige Minister Gilberto Teodoro wegen seiner Kandidatur für die Präsidentschaftswahlen am 10. Mai 2010 aus der Regierung ausschied.